# Тотенберг, Роман
Рома́н То́тенберг (1 января 1911, Лодзь) — 8 мая 2012, Ньютон) — американский скрипач и музыкальный педагог польского происхождения.

## Биография
Родился в Лодзи, в еврейской семье. Его отец — Адам (Абрам Яковлевич) Тотенберг (1879—1934), выпускник Санкт-Петербургского технологического института, гражданский инженер и архитектор, который специализировался на строительстве мостов и жилых домов; мать — Станислава Винавер, из семьи военного врача, была домохозяйкой. С началом Первой мировой войны отец был направлен в Москву, где Роман начал заниматься музыкой у оперного концертмейстера и скрипача А. И. Ермолова (1917). После Октябрьской революции семья переехала в Вологду и через год в Саратов, где он два года учился в народной консерватории (пролетарской музыкальной школе). Возвратившись в Варшаву в 1921 году, он продолжил занятия сначала у Йозефа Зажембского, затем у Мечислава Михаловича в Варшавском институте музыки и дебютировал в возрасте одиннадцати лет как солист с Варшавским филармоническим оркестром.
После окончания с золотой медалью Варшавского института музыки он продолжил обучение у Карла Флеша в Берлине. В 1931 году он выиграл премию Мендельсона и смог продолжить учёбу у Джордже Энеску и Пьера Монтё в Париже. В 1935 году он дебютировал с концертами в Лондоне и Вашингтоне, и в 1938 году эмигрировал в США. Оставшаяся в Варшаве сестра Тотенберга Хана была депортирована с семьёй в Варшавское гетто.
В 1947 году он был назначен заведующим отделением струнных инструментов в Музыкальной академии Запада в Санта Барбаре. С 1961 по 1978 год он был профессором и заведующим кафедрой струнных инструментов в Бостонском университете, также преподавал в консерватории Пибоди, Маннес-колледже и Музыкальной школе Аспена. В 1978—1985 годах он был ректором Музыкальной школы Лонжи в Кембридже, где среди его учеников были Евгений Кутик, Мира Ванг, Дэниэл Хан, Рэйчел Веттер Хуанг, Икуко Мизуно, Мари Кимура.
Принадлежащая Роману Тотенбергу скрипка Страдивари (1734) была украдена из его кабинета в Музыкальной школе Лонжи в мае 1980 года, обнаружена оценщиком и возвращена наследникам музыканта в августе 2015 года.

## Семья
- Жена — Мелани Шродер (1917—1996), была его менеджером на протяжении пятидесяти лет.
  - Дочери — журналистка Нина Тотенберг (род. 1944, жена сенатора Флойда Хэскелла), предприниматель Джилл Тотенберг (род. 1948) и судья Эми Тотенберг (род. 1950)[13][14][15].
- Дядя (брат матери) — адвокат Кароль Винавер (1897—1943), переводчик русской литературы на польский язык (в том числе Александра Блока), общественный деятель[16][17].